# Giovanni Bordiga
Giovanni Bordiga (Novara, 2 de abril de 1854 — Veneza, 16 de junho de 1933) foi um matemático italiano.
Foi professor de geometria projetiva na Universidade de Pádua. Introduziu a superfície de Bordiga.